# Championnats d'Asie d'athlétisme 1973
Navigation
La première édition des Championnats d'Asie d'athlétisme s'est déroulée à Marikina, métropole de Manille, aux Philippines en 1973.

## Résultats

### Hommes
| Event | Or                             | Or              | Argent                          | Argent          | Bronze                      | Bronze          |
| --- | ------------------------------ | --------------- | ------------------------------- | --------------- | --------------------------- | --------------- |
| 100 m | Anat Ratanapol Thaïlande       | 10 s 4          | Suchart Chairsuvaparb Thaïlande | 10 s 5          | Takao Ishizawa Japon        | 10 s 6          |
| 200 m | Anat Ratanapol Thaïlande       | 21 s 0          | Soo Wen-Ho Taiwan               | 21 s 2          | Tokal Mokalam Philippines   | 21 s 6          |
| 400 m | Yoshiharu Tomonaga Japon       | 46 s 8          | Koiiro Shika Japon              | 47 s 6          | Ho Mun Cheong Singapour     | 47 s 8          |
| 800 m | Muhammad Younis Pakistan       | 1 min 51 s 2    | Sri Ram Singh Inde              | 1 min 51 s 5    | Kazuyoshi Mizuno Japon      | 1 min 52 s 2    |
| 1500 m | Kazuyoshi Mizuno Japon         | 3 min 47 s 4    | Muhammad Younis Pakistan        | 3 min 48 s 2    | Dashondha Singh Inde        | 3 min 50 s 4    |
| 5000 m | Ichio Satō Japon               | 14 min 16 s 9   | Shivnath Singh Inde             | 14 min 17 s 0   | Katsuaki Isohata Japon      | 14 min 18 s 2   |
| 10 000 m | Ichio Satō Japon               | 29 min 54 s 4   | Shivnath Singh Inde             | 29 min 54 s 8   | Katsuaki Isohata Japon      | 29 min 55 s 8   |
| Marathon | Cho Je-hyung Corée du Sud      | 2 h 27 min 31 s | Park Chang-Yuel Corée du Sud    | 2 h 33 min 45 s | Jit Bahadur Chetri Népal    | 2 h 35 min 38 s |
| 3000 m steeple | Takaharu Koyama Japon          | 9 min 04 s 0    | Shibib Dagher Al-Lami Iraq      | 9 min 10 s 9    | Mohammad Vojdanzadeh Iran   | 9 min 22 s 0    |
| 110 m haies | Shigeo Oki Japon               | 14 s 3          | Ahmad Ishtiaq Mubarak Malaisie  | 14 s 3          | Marcelo Benauro Philippines | 14 s 4          |
| 400 m haies | Abdulkadir Guiapar Philippines | 52 s 2          | Talib Faisal Al-Saffar Iraq     | 52 s 7          | Tai Shi-Yan Taiwan          | 53 s 1          |
| 20 km marche | Yoshio Morikawa Japon          | 1 h 11 min 31 s | Francis Xavier Inde             |                 | Khoo Chong Beng Malaisie    |                 |
| 4 × 100 m | Japon                          | 40 s 0          | Thaïlande                       | 40 s 0          | Inde                        | 40 s 3          |
| 4 × 400 m | Japon                          | 3 min 10 s 2    | Philippines                     | 3 min 12 s 8    | Singapour                   | 3 min 13 s 2    |
| Saut en hauteur | Teymour Ghiassi Iran           | 2,15 m          | Kazunori Koshikawa Japon        | 2,15 m          | Yon Ismail Malaisie         | 2,05 m          |
| Saut à la perche | Hisaki Suzuki Japon            | 4,36 m          | Hong Sang-Pyo Corée du Sud      | 4,36 m          |                             |                 |
| Saut en longueur | Chen Chin-Long Taiwan          | w 7,82 m        | Soo Wen-Ho Taiwan               | w 7,57 m        | Satish Pillai Inde          | w 7,53 m        |
| Triple saut | Mohinder Singh Gill Inde       | w 15,96 m       | Cheng Ming-Chi Taiwan           | 15,31 m         | T.C. Yohannan Inde          | 14,96 m         |
| Lancer du poids | Jagraj Singh Mann Inde         | 17,00 m         | Gurdeep Singh Inde              | 16,37 m         | Bahadur Singh Chouhan Inde  | 15,75           |
| Lancer du disque | Jalal Keshmiri Iran            | 51,20 m         | Praveen Kumar Inde              | 49,08 m         | Toji Hayashi Japon          | 48,04 m         |
| Lancer du marteau | Ajmer Singh Inde               | 60,42 m         | Jeung Sub-Kil Corée du Sud      | 49,20 m         | Oumvan Narith Cambodge      | 41,24 m         |
| Lancer du javelot | Allah Dad Pakistan             | 63,58 m         | Nashatar Singh Sidhu Malaisie   | 63,28 m         | Gopal Kidyoor Inde          | 58,28 m         |
| Décathlon | Vijay Singh Chauhan Inde       | 7245 pts        | Junichi Onizuka Japon           | 7076 pts        | Chen Chin-Long Taiwan       | 6752 pts        |
| Records et Performances - AR : Record continental (area record) - CR : Record des championnats (championship record) - MR : Record du meeting (meet record) - NR : Record national (national record) - OR : Record olympique (olympic record) - PR : Record paralympique (paralympic record) - PB : Record personnel (personal best) - SB : Meilleure performance personnelle de la saison (season's best) - WL : Meilleure performance mondiale de l'année (world leader) - WJR : Record du monde junior (world junior record) - WR : Record du monde (world record) Circonstances et Conditions - DNF : N'a pas terminé (did not finish) - DNS : N'a pas pris le départ (did not start) - DQ : Disqualification (disqualification) - NM : Aucun essai valable enregistré (No Mark) - Q : Qualifié « directement » au prochain tour (ou à la prochaine compétition), lors d'une compétition majeure, grâce au classement ou à la réalisation des minima (automatic qualifier) - q : Qualifié au prochain tour (ou à la prochaine compétition), lors d'une compétition majeure, grâce au repêchage ou à la réalisation de l'une des meilleures performances parmi celles des « non qualifiés directement » (grâce au meilleur temps ou à la meilleure distance par exemple) (secondary qualifier) |                                |                 |                                 |                 |                             |                 |

### Femmes
| Event | Or                                                         | Or           | Argent                       | Argent       | Bronze                  | Bronze       |
| --- | ---------------------------------------------------------- | ------------ | ---------------------------- | ------------ | ----------------------- | ------------ |
| 100 m | Amelita Alanes Philippines                                 | w 11 s 6     | Michiko Morita Japon         | w 12 s 0     | Sayo Yamato Japon       | w 12 s 0     |
| 200 m | Michiko Morita Japon                                       | 24 s 7       | Amelita Alanes Philippines   | 25 s 0       | Satomi Fukuda Japon     | 25 s 2       |
| 400 m | Nobuko Kawano Japon                                        | 55 s 2       | Keiko Ikoma Japon            | 56 s 1       | Maimoon Azlan Singapour | 56 s 1       |
| 800 m | Nobuko Kawano Japon                                        | 2 min 08 s 1 | Chee Swee Lee Singapour      | 2 min 08 s 1 | Harumi Fugimoto Japon   | 2 min 09 s 6 |
| 1500 m | Miyako Inoue Japon                                         | 4 min 26 s 8 | Lee Chiu-Hsia Taiwan         | 4 min 28 s 0 | Rachel Halle Israël     | 4 min 34 s 6 |
| 100 m haies | Tomomi Hayashida Japon                                     | w 13 s 6     | Lin Yet-Hsiang Taiwan        | w 13 s 9     | Gan Bee Wah Singapour   | w 14 s 2     |
| 200 m haies | Tomomi Hayashida Japon                                     | w 27 s 6     | Heather Merican Singapour    | w 28 s 5     | Lin Yet-Hsiang Taiwan   | w 28 s 6     |
| 4 × 100 m | Japon Sayo Yamato Satomi Fukuda Keiko Ikoma Michiko Morita | 46 s 7       | Singapour                    | 47 s 0       | Philippines             | 47 s 7       |
| 4 × 400 m | Philippines                                                | 3 min 48 s 9 | Singapour                    | 3 min 50 s 1 | Taiwan                  | 3 min 57 s 8 |
| Saut en hauteur | Orit Abramovich Israël                                     | 1,68 m       | Gladys Chai Ng Mei Malaisie  | 1,58 m       | Maryam Sedarati Iran    | 1,58 m       |
| Saut en longueur | Kumi Kawada Japon                                          | 6,07 m       | Lin Yet-Hsiang Taiwan        | 5,84 m       | Li Hua-Wa Taiwan        | 5,71 m       |
| Lancer du poids | Paik Ok-Ja Corée du Sud                                    | 15,05 m      | Kayoko Hayashi Japon         | 13,63 m      | Chen Fu-Mei Taiwan      | 12,93 m      |
| Lancer du disque | Josephine de la Viña Philippines                           | 50,74 m      | Kayoko Hayashi Japon         | 45,28 m      | Paik Ok-Ja Corée du Sud | 44,52 m      |
| Lancer du javelot | Mieko Takasaka Japon                                       | 49,74 m      | Erlinda Lavandia Philippines | 45,38 m      | Proch Thin Cambodge     | 43,48 m      |
| Pentathlon | Lin Chun-Yu Taiwan                                         | 4025 pts     | Kumi Kawada Japon            | 3963 pts     | Li Hua-Wa Taiwan        | 3578 pts     |
| Records et Performances - AR : Record continental (area record) - CR : Record des championnats (championship record) - MR : Record du meeting (meet record) - NR : Record national (national record) - OR : Record olympique (olympic record) - PR : Record paralympique (paralympic record) - PB : Record personnel (personal best) - SB : Meilleure performance personnelle de la saison (season's best) - WL : Meilleure performance mondiale de l'année (world leader) - WJR : Record du monde junior (world junior record) - WR : Record du monde (world record) Circonstances et Conditions - DNF : N'a pas terminé (did not finish) - DNS : N'a pas pris le départ (did not start) - DQ : Disqualification (disqualification) - NM : Aucun essai valable enregistré (No Mark) - Q : Qualifié « directement » au prochain tour (ou à la prochaine compétition), lors d'une compétition majeure, grâce au classement ou à la réalisation des minima (automatic qualifier) - q : Qualifié au prochain tour (ou à la prochaine compétition), lors d'une compétition majeure, grâce au repêchage ou à la réalisation de l'une des meilleures performances parmi celles des « non qualifiés directement » (grâce au meilleur temps ou à la meilleure distance par exemple) (secondary qualifier) |                                                            |              |                              |              |                         |              |

## Tableau des médailles
| Rang | Nation       | Or | Argent | Bronze | Total |
| ---- | ------------ | -- | ------ | ------ | ----- |
| 1    | Japon        | 18 | 8      | 8      | 34    |
| 2    | Inde         | 4  | 5      | 6      | 15    |
| 3    | Philippines  | 4  | 3      | 3      | 10    |
| 4    | Taiwan       | 2  | 6      | 7      | 15    |
| 5    | Corée du Sud | 2  | 3      | 1      | 6     |
| 6    | Thaïlande    | 2  | 2      | 0      | 4     |
| 7    | Pakistan     | 2  | 1      | 0      | 3     |
| 8    | Iran         | 2  | 0      | 2      | 4     |
| 9    | Israël       | 1  | 0      | 1      | 2     |
| 10   | Singapour    | 0  | 4      | 4      | 8     |
| 11   | Malaisie     | 0  | 3      | 1      | 4     |
| 12   | Iraq         | 0  | 2      | 0      | 2     |
| 13   | Cambodge     | 0  | 0      | 2      | 2     |
| 14   | Népal        | 0  | 0      | 1      | 1     |